# Sejad Krdžalić
Sejad Krdžalić (ur. 5 stycznia 1960 w Doboju) – bośniacki lekkoatleta specjalizujący się w rzucie oszczepem, który startował w barwach Jugosławii.
Złoty medalista igrzysk śródziemnomorskich w 1987 roku z wynikiem 74,78. W tym samym roku zdobył srebrny medal uniwersjady w Zagrzebiu. Olimpijczyk z Los Angeles (1984) gdzie nie awansował do finału oraz z Seulu (12. miejsce). Dwukrotny uczestnik mistrzostw Europy (Stuttgart 1986 – 7. miejsce i Split 1990 – 13. miejsce) i mistrzostw świata (Rzym 1987 – 9. miejsce, oraz Tokio 1991 – 13. miejsce). Mistrz Jugosławii w 1983, 1984, 1987 i 1988. Rekord życiowy: 83,34 (30 maja 1987, Belgrad) – wynik ten jest rekordem Serbii.